# الحضن (دوعن)

'

تعديل مصدري - تعديل

الحضن هي إحدى قرى عزلة صيف بمديرية دوعن التابعة لمحافظة حضرموت، بلغ تعداد سكانها 10 نسمة حسب تعداد اليمن لعام 2004.